# Route nationale 12 (Estonie)
Pour les articles homonymes, voir Route nationale 12.
La route nationale 12 (en estonien : Tugimaantee 12) ou route Kose-Jägala (en estonien : Kose–Jägala maantee) est une route nationale estonienne reliant Kuivajõe à Jägala.

## Description
La route Kose-Jägala est l'une des routes principales d'Estonie. 
Elle commence au trente-huitième kilomètre de la route Tallinn-Tartu-Võru-Luhamaa dans le village de Kuivajõe. 
La longueur de la route est de 36,1 km.
La route se termine au septième kilomètre de la route Jägala-Käravete, à la frontière de Partsaare et du village de Jägala.

## Galerie

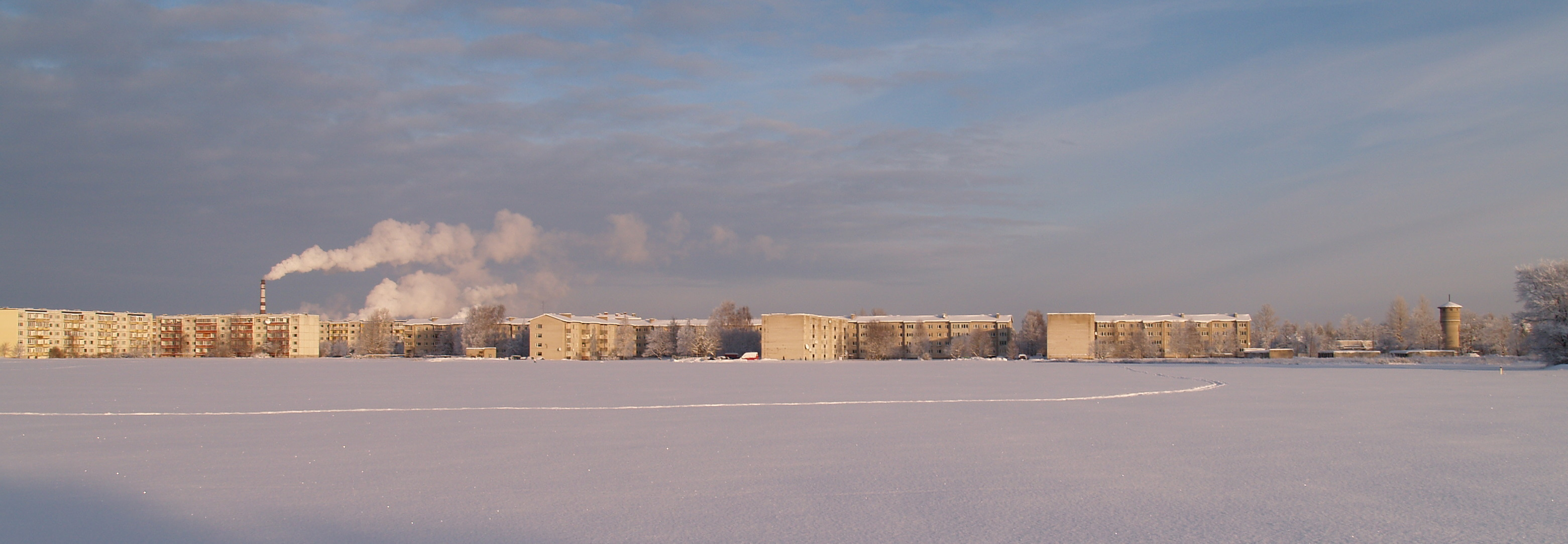
La ville de Kehra en hiver vue depuis la route Kose-Jägala.

## Tracé
- Comté de Harju
  - Kuivajõe
  - Kose
  - Viskla
  - Alavere
  - Lehtmetsa
  - Kehra
  - Ülejõe
  - Anija
  - Jägala